# Jacques d'Arcy d'Ailly
Pour les articles homonymes, voir d'Arcy.
Jacques d'Arcy d'Ailly, dit le « commandeur d'Ailly », né vers 1648, sans doute à Ailly en Beaujolais et mort à Toulon le 26 décembre 1720, est un officier de marine français. Il termine sa carrière avec le grade de lieutenant général des armées navales.

## Biographie
Originaire de la région de Rouen, il est donné dans la marine pour un gentilhomme « du Lyonnais ». La terre d'Arcy-sur-Cure, située dans le diocèse d'Auxerre, n'appartient plus à sa branche lors de sa naissance.
Il entre de minorité dans l'ordre de Saint-Jean de Jérusalem en 1665 mais entre dans la Marine royale en tant que volontaire en 1674. Il est promu lieutenant de vaisseau à Toulon en 1675, et reçoit son brevet de capitaine de vaisseau à Rochefort en 1678. 
Il combat sous les ordres d'Abraham Duquesne pendant la guerre de la Ligue d'Augsbourg. Il commande le vaisseau Le Fougueux en 1689. Il commande Le Français à la bataille du cap Béveziers le 10 juillet 1690.
Pendant la guerre de Succession d'Espagne, il croise dans les Indes occidentales en 1702. L'année suivante, il part de Brest le 13 mai 1703, dans une escadre placée sous les ordres du chevalier de Coëtlogon. Il commande à cette occasion le vaisseau Le Vainqueur. La flotte française, forte de cinq vaisseaux, revient sur les côtes portugaises. Le 22 mai, elle livre bataille au large du Cap de la Roque avec sa petite escadre à cinq vaisseaux hollandais moins puissants, escortant la flotte de navires marchands entre Lisbonne et Saint Wal. L'escadre de Coëtlogon remporte la victoire sur les navires néerlandais, coule une partie de la flotte et prend quatre vaisseaux, mais laisse échapper une partie du convoi marchand, selon la relation officielle, qui en est faite.
Dans son Histoire de la Marine, Lapeyrouse décrit l'action du commandeur d'Ailly lors de ce combat:

« Le 22, vis-à-vis Lisbonne, il rencontra, à cinq heures du matin, cinq vaisseaux de guerre anglais et hollandais qui escortaient un convoi. Rangeant sa division en bataille, Coët-Logon attaqua le commodore ; Château-Renault et de Mons abordèrent chacun un vaisseau, du Palais et d'Ailly combattirent les deux derniers à longueur de vergue. Les ennemis furent successivement enlevés au canon et à l'abordage. Le commodore, seul tenait encore, M. d'Ailly vint à l'aide de Coët-Logon et le Hollandais se rendit, le convoi se sauva pendant l'action. »

Le 24 août 1704, à la bataille navale de Vélez-Málaga, il commande le vaisseau Le Sceptre, de 88 canons. Il se trouve au sein du corps de bataille, commandé par le comte de Toulouse, Amiral de France. Promu au grade de chef d'escadre pour la province de Languedoc en 1707, il participe à la défense de Toulon. Élevé au range de lieutenant général des armées navales en 1720, il meurt à la fin de cette même année. Il est commandant la marine à Toulon au moment de sa mort, il est remplacé par Duquesne-Mosnier.

## Sources et bibliographie
- Michel Vergé-Franceschi, Les officiers généraux de la marine royale: 1715-1774. Le littoral, l'intérieur, Librairie de l'Inde, 1990
- Louis de La Roque, Catalogne des chevaliers de Malte, Paris, 1891, Alp. Desaide